# Chrysopa paolii
Chrysopa paolii is een insect uit de familie van de gaasvliegen (Chrysopidae), die tot de orde netvleugeligen (Neuroptera) behoort. 
Chrysopa paolii is voor het eerst wetenschappelijk beschreven door Navás in 1927. Het taxon geldt echter als een nomen dubium.